# Vlamertinge
Vlamertinge je místní část města Ypres ležící v belgické provincii Západní Flandry. Centrum Vlamertinge se nachází na okraji centra města Ypres, podél hlavní silnice N38 do nedalekého města Poperinge.
Kromě samotného centra Ypresu, Vlamertinge je největší okres Ypres. Na západě Vlamertinge, podél silnice do Poperinge, se nachází osada Brandhoek.

## Historii

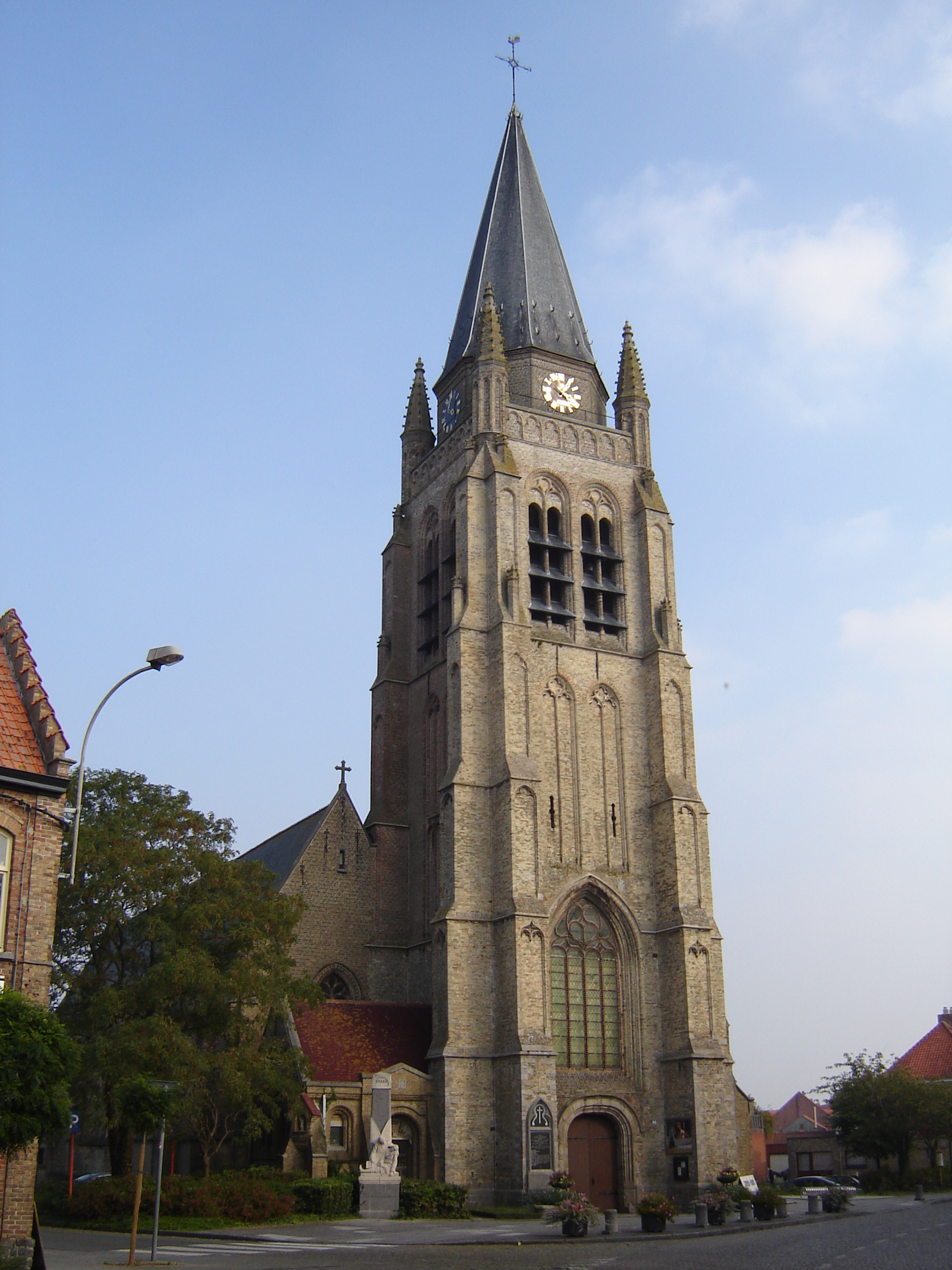

Nejstarší údaje o Vlamertinge pocházejí ze středověku. V roce 857 byla ve Vlamertinge postavena kaple. V roce 970 byla Ypres zničena a kaple Vlamertinge vypálena. Nejstarší doposud známý dokument, který obsahuje název Flambertenges, je akt z roku 1066. Baudouin van Lille, hrabě Flanders, jeho manželka Adela a jejich syn Baudouin, v tomto zákoně rozdali zboží pro církev a kapitolu Sint-Pieters v Lille. To bylo mimo jiné desátek Elverdinge a Vlamertinge - "In territorio Furnensi, in villa Elverzenges, decinam unam ; Flambertenges decinam similiter unam ".

## Zeměpis
Vlamertinge je 17 metrů nad mořem. Obec také hraničí s Ypres na východě, Voormezele na jihovýchodu, Kemmel a Dikkebus na jihu, Reningelst na jihozápadě, Poperinge na západě, Elverdinge na severu a Brielen na severovýchodě.

## Demografické změny
Od roku 1487 do roku 1697 pozorujeme velký pokles populace Vlamertinge. Nejpravděpodobnějším vysvětlením by byla osmdesátiletá válka v Nizozemsku. Během první světové války obyvatelstvo opět roste. Je to proto, že nedaleká Ypres, která byla tehdy předním městem, byla silně bombardována a Vlamertinge také trpěl bombardováním.